# 新城郡 (四川省)
新城郡（しんじょう-ぐん）は、中国にかつて存在した郡。隋代に現在の四川省綿陽市や遂寧市にまたがる地域に設置された。

## 概要
南朝梁のとき、新州が設置された。
598年（開皇18年）、隋により新州は梓州と改められた。607年（大業3年）に州が廃止されて郡が置かれると、梓州は新城郡と改称された。新城郡は郪・射洪・塩亭・通泉・飛烏の5県を管轄した。
618年（武徳元年）、唐により新城郡は梓州と改められ、新城郡の呼称は姿を消した。